# Île des Chanoines
L’île des Chanoines est une île de Belgique située à Huy (province de Liège). Elle est située à proximité de l'île des Béguines.

## Géographie
L'île de petite taille, en forme de triangle qui semble faire partie de l'île des Béguines, séparée par un étroit chenal,.

## Faune et flore
Voir  île des Béguines